# 返事 (古内東子の曲)
「返事」（へんじ）は、古内東子14枚目のシングル。1999年9月8日にソニー・レコードからリリースされた。

## 収録曲
作詞・作曲：古内東子　編曲：Herman Jackson
1. 返事
2. 星の数ほど